# Трой
Трой, Трос (грец. Τρώς) — троянський володар, епонім Трої.
Син Еріхтонія й німфи Астіохи.
Його дружиною теж була німфа — Калліроя, дочка річкового бога Скамандра. Вона народила синів Іла, Ассарака і Ганімеда і дочку Клеопатру.
| Цар Еріхфоній породив володаря могутнього Троса; Тросом даровані світу три знамениті сини: Іл, Ассарак і молодий Ганімед, небожителям рівний. |
Гомер «Іліада» (XX, 230—233)